# Белорусский народный танец

«Крыжачок» — белорусский народный танец

Почтовая марка. Белорусский народный танец «Лявониха»

Белорусский народный танец — белорусское народное танцевальное искусство, представленное в виде народного бытового или постановочного сценического танца. Белорусские танцы отличаются своей сформированностью и самобытностью. Исторические условия развития белорусского народа, постоянная борьба за сохранение своих национальных черт, привели к тому, что в белорусском фольклоре и танце сохранились древние, архаичные черты. Это делает белорусскую хореографию значимой для понимания истоков белорусской культуры. Белорусский народный танец, как и вся белорусская культура, формировался начиная с XIV века. А истоками народных плясок были ещё более древние восточнославянские обряды. С середины XIX века началось слияние традиционного фольклора с танцевальными формами кадрили и польки, которые пришли из Западной Европы.
Белорусские танцы делят на три группы: иллюстративно-изобразительные, игровые и орнаментальные.
Белорусский балетмейстер Лариса Алексютович подразделяет белорусские танцы по жанрам:
- собственно танцы (традиционные популярные танцы, кадрили, польки),
- пляски,
- хороводы (игровые и танцевальные),
- игры в форме танца (обрядовые и увеселительные)[4].

Понятие «белорусский народный танец» включает в себя три составляющие:
- аутентичный танец, исполняемый в быту;
- народно-сценический танец (авторская постановка);
- этнический танец, исполняемый фольклорными коллективами[5] со сцены.

## История

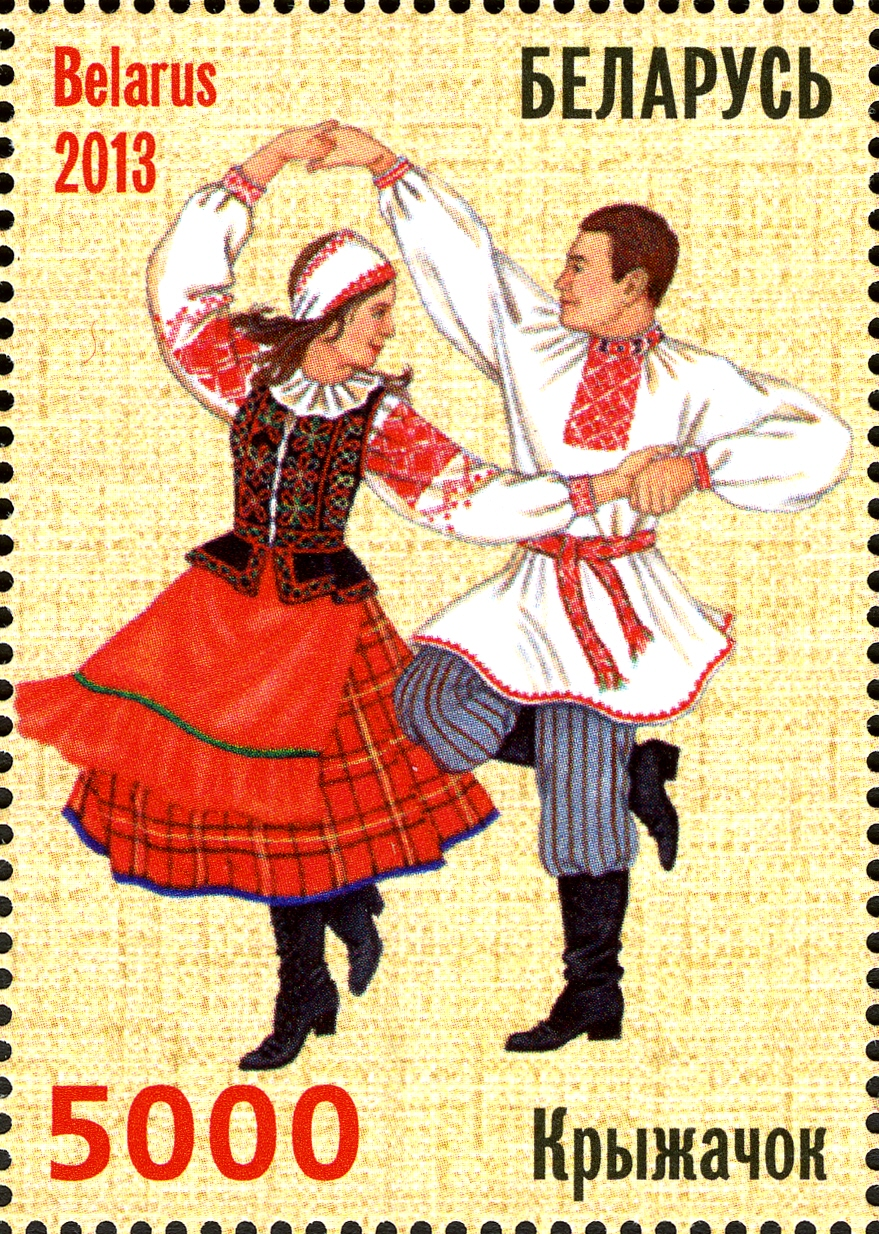
«Крыжачок». Марка Беларуси, 2013.

Особенности белорусского танцевального искусства складывались в процессе формирования и развития белорусской народности и её культуры (XIV—XVI вв.), корнями своими уходящей в недра древней общерусской культуры. В танце в художественной форме проявились ощущение красоты жизни, эмоциональность, темперамент и характер народа.
На протяжении длительного времени белорусский танец был малоизвестен даже на родине и редко выходил за пределы деревни. В появлении и популяризации белорусских народных танцев на сценических площадках не только Беларуси, но и за её пределами большая заслуга труппы Игната Буйницкого — талантливого самородка, создавшего в 1907 году белорусский народный театр, в котором сам Буйницкий принимал участие как режиссёр, актёр и танцор. В концертах исполнялись народные песни, произведения белорусских поэтов и танцы под аккомпанемент традиционной «траістай» музыки — скрипки, цимбал и дуды. В сценической интерпретации народных танцев И. Буйницкий почти не отходил от фольклорной основы.
Белорусская национальная хореография сохранила богатое творческое наследие прошлого. Наиболее популярны белорусские народные танцы — «Лявониха», «Крыжачок», «Юрачка», «Полька-янка», «Чарот», «Таукачыкi», «Чобаты», «Лянок», «Кола», «Ручнікi», «Млынок», «Касцы», «Козачка», «Мяцеліца», «Мікiта», «Дударыкi», «Бычок», «Казыры».
Особенность белорусского танца динамичность и жизнерадостность, эмоциональность и коллективный характер исполнения. В настоящее время белорусский народный танец представлен профессиональными танцевальными коллективами, самые известные из которых — Государственный ансамбль танца Беларуси, ансамбль «Хорошки», «Лявониха».
С историко-этнографической точки зрения в Беларуси выделяются 6 регионов:
- Северный — Поозерье;
- Восточный — Поднепровье;
- Центральный — Понеманье;
- Северо-Западный — Понеманье;
- Восточное Полесье;
- Западное Полесье[9].

## Классификация
Традиционно белорусские танцы делят на три группы: иллюстративно-изобразительные, игровые и орнаментальные:
- В иллюстративно-изобразительных танцах («Метелица», «Воробей», «Коза», «Ленок», «Толкачики») самую важную роль играет драматическое искусство солистов, танцы богатые жестами, мимикой.
- В игровых танцам («Джигун», «Магера», «Репка», «Панночка», «Цепь») танцоры ловят друг друга, выполняют какие-то задания.
- В орнаментальных танцах («Крыжачок», «Кола», «Троян», «Крутуха») основой хореографической композиции является определённая геометрическая фигура, которую часто можно определить уже из названия песни.

Из-за того, что танцы могут иметь региональные и исполнительские вариации, часто трудно определиться, к какой из групп относится конкретный танец. Также иногда случаются ситуации, когда один танец может содержать в себе сразу три или две группы.
По структурным принципам классификации хореографического фольклора выделяют следующие жанры: хороводы, традиционные танцы, кадрили, польки и городские бытовые танцы.

### Хороводы
Хоровод — один из древнейших видов танца. Предположительно появился в конце первого тысячелетия нашей эры. Хоровод представляет собой триединство песни, игрового (обрядового) действия и хореографического рисунка. По тематике белорусские хороводы очень разнообразны: одни отображают трудовую деятельность, семейный уклад, любовные отношения, а другие народные праздники. В зависимости от силы одного из трёх основных составляющих хороводы делят на 3 большие группы: хороводные песни, игровые хороводы и танцевальные хороводы:
- Песенные хороводы имеют простую хореографическую структуру, из фигур основными являются круг, линия, змейка, ворота и колонна. Шаги также простые. Как правило, соответствие текста песен и движений, которые иллюстрируют его, не наблюдается.
- Игровой хоровод создаётся наиболее полным единством всех трёх компонентов, хореографическая структура усложняется, часто наблюдается изменение ритма с медленного на быстрый. В танце добавляются выступления солистов, которые обогащают прыжки, кружение. Также этот подвид придаёт очень важное значение мимике и жестам.
- В танцевальном хороводе связь между текстом песни и танцевальными движениями, как и в песенном хороводе, небольшая, но на главное место выступает именно танец, а песня выполняет только роль музыкального сопровождения.

Белорусские хороводы отличаются разнообразием движений, изображений и темпов. В зависимости от изменения темпа хоровод совершает изменение от построения геометрических изображений при медленной мелодии к активным движениям солистов в ритм быстрой музыки. Чаще всего традиционные хороводы не сопровождались инструментальной музыкой.

### Кадриль
Кадрили составили большую группу белорусских танцев, бытовавших в различных местных вариантах («Люстэрка», «Шэр», «Нажніцы», «Ланская», «Смаргонская»).
Кадриль имеет иностранное происхождение. Этот танец пришёл в Беларусь в середине XIX века. В разных регионах Беларуси зафиксировано много разновидностей кадриль: толстые кадрили (танцует большое количество пар), тонкие (танцует мало пар), были и такие кадрили, где танцевали 40 пар.

### Полька
Третью группу белорусских танцев образуют польки, которые также характеризуются множественностью региональных вариантов («Трасуха», «Янка», «Вязанка», «Шморгалка», «Драбней маку», «Уся-сюся»).
Полька — танец чешского происхождения. Полька хотя и является заимствованным танцем, но именно белорусская полька оказала большое влияние на мировую хореографию. От польки произошло много исконно-белорусских танцев, таких как «Трасуха».

### Пляски
Отдельный жанр танцевального белорусского танцевального фольклора образуют сольные импровизационные танцы-пляски, в которых каждый участник импровизирует («Казачок», «Барыня», «Камарынская», «Сплюшка», «Шмель»).
Белорусские польки чрезвычайно богаты по своим хореографическим и музыкальным особенностям, однако отличаются они лишь интонационным разнообразием.

## Традиционные народные танцы
Для традиционных танцев характерна повторяемость двух-трёх танцевальных фигур, общий для всех участников композиционный рисунок, массовое исполнение, часто с песенным сопровождением, неограниченное количество участников и любой состав (хотя чаще в быту эти танцы танцуют женщины). Музыкальную структуру традиционных танцев отличает прежде всего размер 2/4, хотя встречаются и другие размеры, квадратность построения мелодии. Инструментальное сопровождение танца имеет нередко ту же ладово-интонационную основу, что и хороводная песня.
«Лявоніха», из традиционных народных танцев — самый популярный и любимый в Беларуси. В нём ярко выражены душа белорусского народа, его национальные черты. «Лявоніха» — танец парно-массовый. Его музыкальное сопровождение — мелодия одноимённой песни. Танец жизнерадостный, динамичный, задорный, исполняется любым количеством пар; композиционно строится на свободных, стремительных, но не сложных движениях.
«Крыжачок» принадлежит к наиболее популярным белорусским народным танцам. О происхождении его названия существует толкование, усматривающее его связь с народным названием дикого селезня — «крыжак», сам же танец относят к группе танцев, подражающих движениям птиц. «Крыжачок» — танец орнаментальный, парно-массовый, исполняется любым количеством пар в быстром темпе.
Белорусским народным танцам свойственны свои характерные особенности. Каждый танец имеет свою группу элементов движения, своё музыкальное сопровождение, свой ритмический рисунок; «народный танец не только утверждает различные типы движений. Он придаёт им весьма разнообразный пластический облик».
Особенностью многих белорусских народных танцев является также их сюжетность. Движениями танца исполнитель рассказывает о своей жизни, о своём труде, отношении к природе.

## Хореография
Белорусский танец имеет своеобразные движения, в которых довольно часто используются сложные композиционные приёмы. Каждый танец имеет своё музыкальное сопровождение, свой ритмический рисунок; «народный танец не только показывает нам различные типы движений, он ещё и придаёт им очень разнообразный пластический облик».
Почти все белорусские танцы парные и массовые. Движение танцоров полны динамизма, внутреннего эмоционального накала и народного духа. Особенностью многих белорусских танцев является их сюжетность. Движениями танца исполнитель рассказывает о своей жизни, работе, отношении к природе.
Практически во всех композиционных танцах используются простые геометрические фигуры: квадрат, треугольник, линия. Эти фигуры объединяются в единое целое с помощью переплетений. Например, весенний хоровод представлял собой композицию процесса ткачества. Его фигуры, называющиеся «навіваць», «сновать», «кишку снимать», «надевать», «ткать» иллюстрировали соответствующие процессы, однако сопровождающие тексты песен к ним отношения не имели.
Руки в танце аккомпанируют ему, помогают передать настроение танцора. Положения рук раскрывают и усиливают внутреннее художественное содержание танца.
Белорусские танцы часто несут в себе какой-то сюжет, они наполнены определённой долей театральности и актёрство.

## Движения
В белорусском танцы чаще всего встречаются четыре позиции ног — первая, вторая, третья и шестая, для которых, в отличие от позиций ног классического танца, характерно одинаковое положение. Также можно встретить ещё две позиции ног: вторую параллельную и четвертую параллельную. Во всех позициях тяжесть корпуса распределяется равномерно на обе ноги.

## Музыкальное сопровождение

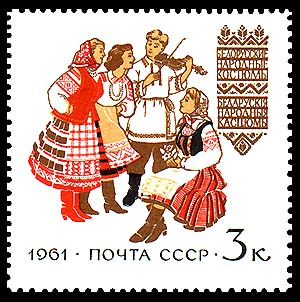
Почтовая марка СССР

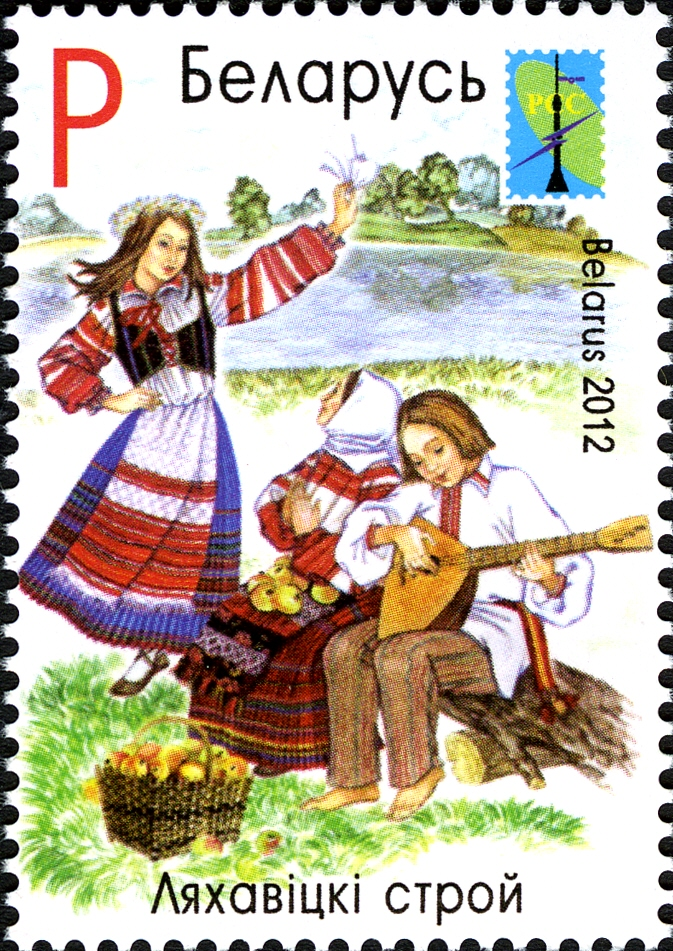
Почтовая марка Беларуси

Инструментальное сопровождение танца имеет нередко ту же основу, что и хороводная песня, так как является переводом вокальной мелодии на язык инструментов, сопровождающих танец.
Белорусская народная танцевальная музыка имеет красочную мелодию, но при этом она достаточно проста. Из музыкальных инструментов используются скрипка, бубен, гармошку, виолончель. В Беларуси были известны и древнерусские гусли.
Особой популярностью в народе пользовалась волынка, что отражалось в частушках.
Ой, без дуды, без дуды,

Ходзяць ножкі не туды,

А як дудку пачуюць,

Самі ногі танцуюсь
Нередко танцы возникали как музыкальное сопровождение к определённым песням или играм. Их названия могли совпадать с названием таких песен. Процесс имел и обратную силу, так частушки в разных местах Беларуси носили названия «Скакушки», «Плясушки», «Плясухи» и тому подобное. Примерами танцев, созданных по определённой песни, являются «Лявониха», «Толкачики», «Шестак».

## Изучение танца
Белорусские танцы упомянуты в большом количестве этнографической и фольклорной литературы, но часто в этих источниках приводится мало хореографической информации, а иногда там даётся только название танца, оставляя за рамками текста его сущность, поэтому важное значение имеет сбор этнографических сведений о народных танцах, пока они не потерян безвозвратно.

## Сценический народный танец

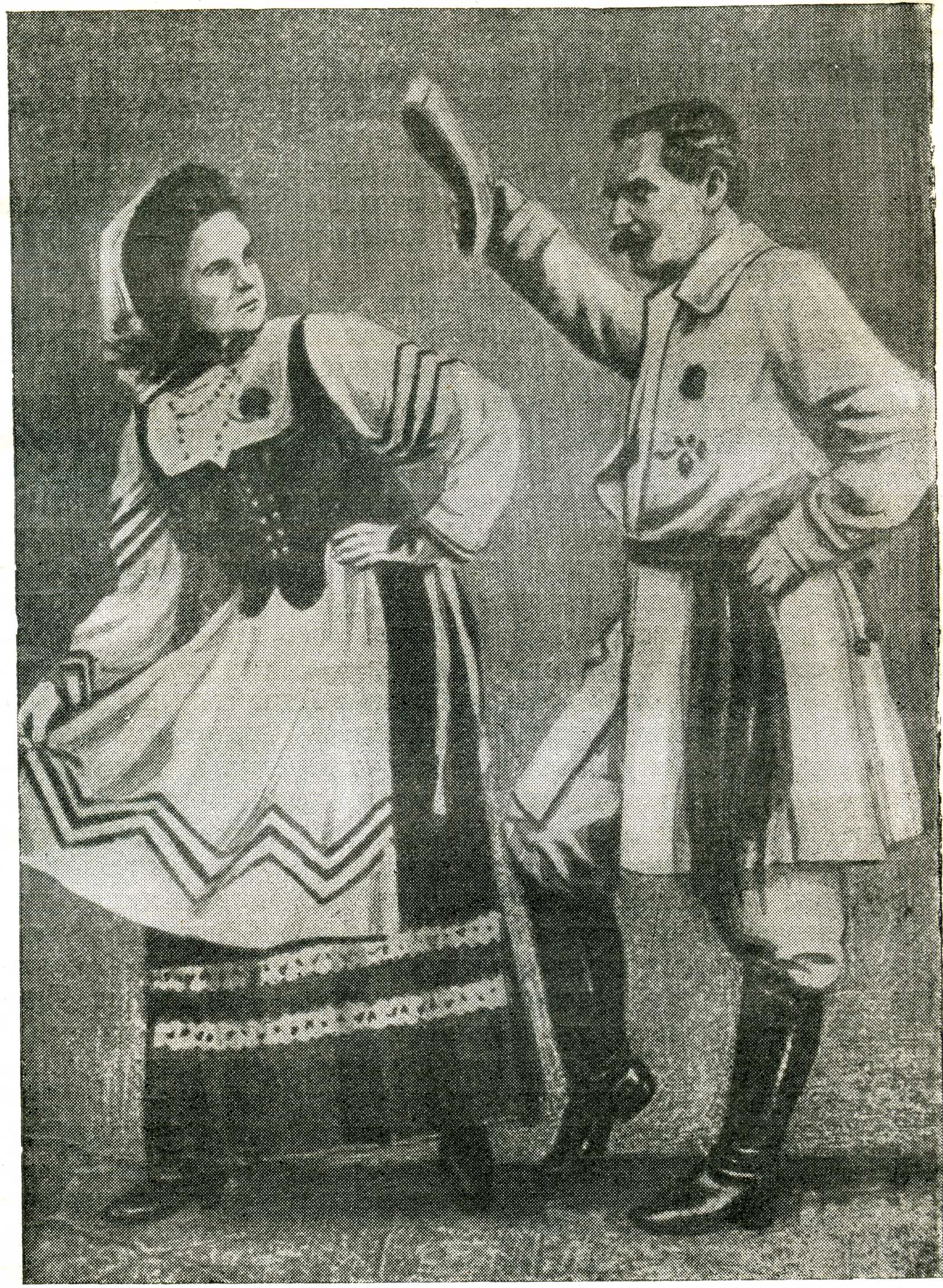
И. Буйницкий танцует с дочерью Еленой

Народный танец «Метелица» в 1862 году был введён в первую белорусскую комическую оперу «Крестьянка». Это первый пример использования белорусского народного танца в театре.
Большую роль в появлении сценического народного танца сыграл Игнат Буйницкий, создавший в 1907 году «Белорусский народный театр». В репертуаре насчитывалось более десятка танцев.
Творческая наблюдательность, великолепные музыкальные данные позволили И. Буйницкому этнографически точно фиксировать стилистику народного танца и создавать яркие, динамичные, фольклорно-истинные танцевальные образы, ставшие истоками национального балетного искусства.
В 1933 году был открыт театр оперы и балета в Минске, где при создании национального хореографа вплетали в изображение классический балет с элементами танцевального фольклора.
Позже большое количество театральных и танцевальных коллективов, в том числе и самодеятельных, занимались постановкой народных танцев, что способствовало развитию и разнообразию сценического танца, обогащению его новыми техническими движениями и композиционными построениями.
Большой вклад в развитие сценического народного танца внесли такие белорусские балетмейстеры, как К. Олексютович, К. Муллер, Л. Ляшенко, И. Хворост и Н. Чистяков.

## В культуре
Народные танцы, как неотъемлемая часть культуры и быта белорусов были многократно упомянуты в белорусской литературе, начиная с XIX века, в анонимной поэме «Тарас на Парнасе». В ней герои не только говорят о танцах, но и сами танцуют.
С. Бядуля отмечал, что богатую декоративность белорусскому танцу придаёт обилие цветов и техник белорусского народного костюма.
Использовал в своём творчестве белорусские мелодии и русский композитор Александр Глазунов.